# El Cerrito Plaza (BART)
El Cerrito Plaza es una estación en las líneas Richmond–Fremont y Richmond–Millbrae del BART. La estación se encuentra localizada en 6699 Fairmount Avenue en El Cerrito, California. La estación El Cerrito Plaza fue inaugurada el 29 de enero de 1973. El Distrito de Transporte Rápido del Área de la Bahía es la encargada por el mantenimiento y administración de la estación.

## Descripción
La estación El Cerrito Plaza cuenta con 2 plataformas laterales y 2 vías. La estación también cuenta con 761 de espacios de aparcamiento.

## Conexiones
La estación es abastecida por las siguientes conexiones de autobuses: 
- Rutas del AC Transit: Rutas 25, 71, 72, 72M, 72 R*† (local); 667, 668, 675, 684 (lunes a viernes solamente); 800* (All Nighter); G*†, L/LC*† (Transbay)
* - Los buses de esta ruta se paran en la Avenida San Pablo o la Avenida Fairmount)
† - Lunes a viernes solamente
Bear Transit: RFS